# 东风12型柴油机车
东风12型柴油机车（DF12），原称GKD4型柴油机车，是中国铁路使用的电力传动柴油机车车型之一。该型机车是因应5,000吨级重载货物列车的调车和小运转作业需要，由资阳内燃机车厂于1995年开始设计、1997年研制成功的重型调车机车，既适用于大型编组站和工矿企业的调车和小运转作业，也可用于一般干线货运。该型机车是以东风4B型柴油机车为基础而设计的调车机车，主要零部件尽可能与东风4B型或东风4C型机车保持通用。机车的动力装置为一台16V240ZJB型柴油机，装车功率为3,300马力（2,430千瓦），传动系统使用由TQFR-3000型同步发电机、GTF-4800/770型硅整流装置、ZQDR-410型牵引电动机组成的交—直流传动装置。为了改善机车的曲线通过性能，转向架并采用了滚子摩擦旁承、二系横向阻尼器、磨耗型踏面等设计。东风12型柴油机车的用户包括中国铁路广州局集团、北京局集团、郑州局集团、乌鲁木齐局集团、成都局集团，以及遍及中国各地的港口、冶金、煤炭、化工、电力系统等行业的大型工矿企业。

## 发展历史

### 开发背景
1990年代初，中国铁路货物运输量随着中国经济的发展而迅速增长，发展重载运输成为提高铁路货运能力的主要出路。在1995年10月举行的全路科技大会上，中华人民共和国铁道部发布了《铁路科技发展“九五”计划和2010年长期规划纲要》，提出2000年前在京沪、京广、京哈、陇海等繁忙干线逐步开行5,000吨级重载货物列车的目标，并且要普遍提高全国铁路的货物列车重量。同时，随着国家铁路干线货物列车重量的提高，大型工矿企业向国铁干线接发的整列列车重量也将达到5000吨级，并需要与之相配套的重型调车机车。而当时中国铁路使用的大功率调车机车，包括2,000马力等级的东风7型、东风7C型柴油机车，以及2,500马力等级的东风7B型柴油机车，已难以胜任5,000吨级列车的编组作业任务。
1995年起，有鉴于对重型调车机车的配套需求，资阳内燃机车厂派出技术人员到株洲北、南翔等大型编组站考察，了解上海、北京、广州等铁路局对重型调车机车的意见。1996年5月，资阳内燃机车厂提出在东风4B型柴油机车的基础上，开发研制3,300马力（2,430千瓦）等级的电力传动重型调车机车，并被中车公司列入“九五”规划中指定加速开发的重点机型之一。在铁道部为该款调车机车正式定型前，新车型由中车公司暂时定名为GKD4型柴油机车。作为一款以东风4B型干线机车改进而成的调车机车，GKD4型柴油机车的设计主要着眼改善曲线通过性能和调车作业效率，并尽可能提高其零部件与东风4B型机车的通用性，机车上各主要机组包括柴油机、电传动装置、辅助传动装置、冷却系统等均与东风4B型或东风4C型机车互相通用。由于调车机车需要经常出入道岔和小半径曲线，其转向架以滚子摩擦旁承代替平面摩擦旁承，并采取了增加二系横向阻尼器、调整各轴轮对横动量、减小一系悬挂横向定位刚度、采用磨耗型踏面等措施。

### 试验考核

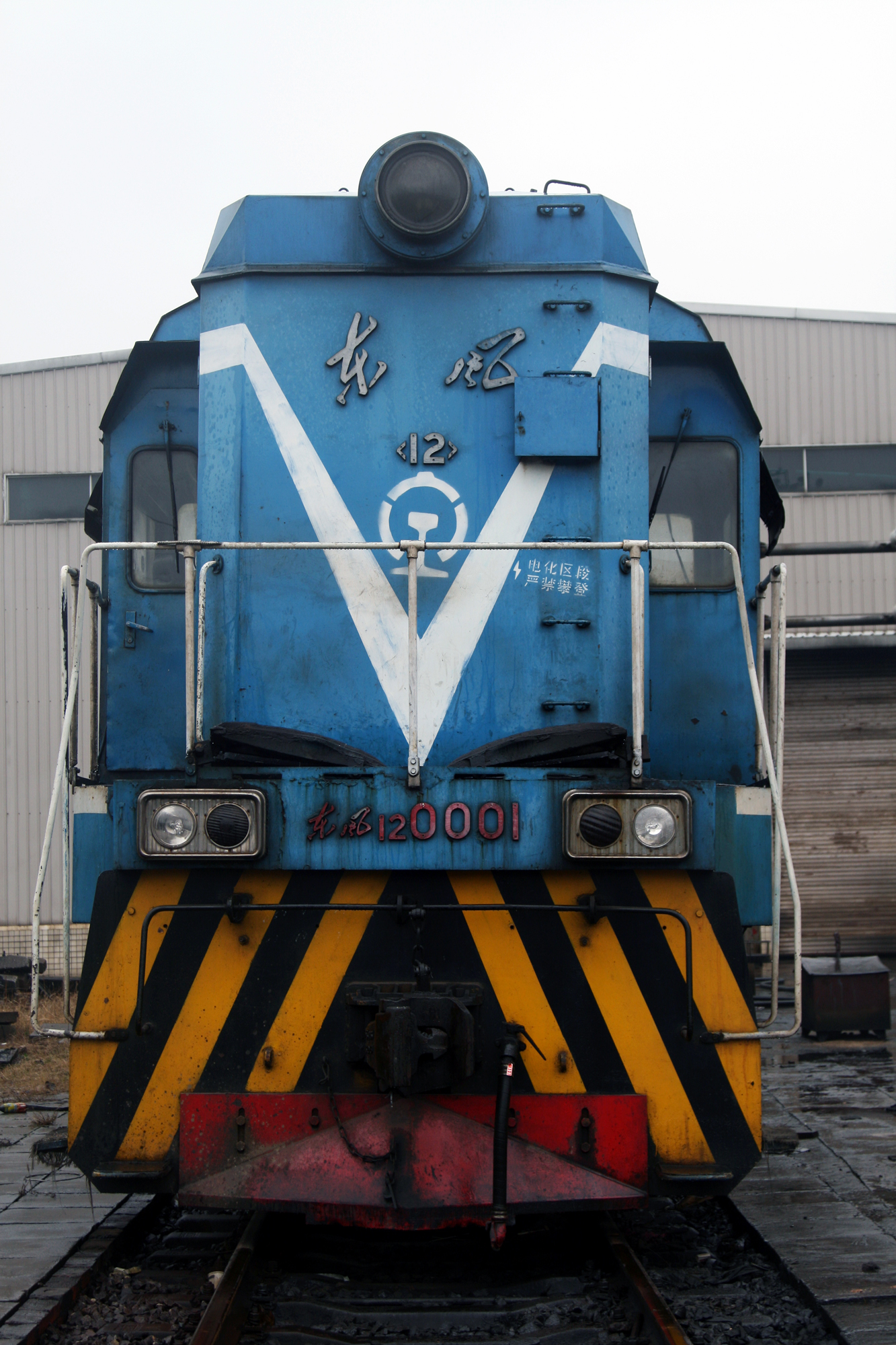
广铁集团的东风12型0001号机车

1997年8月初，GKD4型0001号机车在资阳内燃机车厂落成，成为当时中国国内功率最大的调车机车。同年8月14日至9月5日，资阳内燃机车厂联同西南交通大学机车车辆研究所，先后在成渝铁路和工厂专用线对GKD4型0001号机车进行了动力学性能试验，同时选取了由工厂新造的东风4C型5071号机车按相同条件进行对比试验。试验结果显示，GKD4型机车的垂向及横向平稳性指标均达到优良等级，机车通过曲线时的构架力（轮对与转向架间的横向作用力）比东风4C型机车明显减少。1997年9月6日，GKD4型0001号机车正式出厂并交付呼和浩特炼油厂。
1997年底，铁道部机务局决定将该型调车机车正式定型为东风12型柴油机车，并要求资阳内燃机车厂同年内再生产三台机车供试验考核之用。1997年12月，东风12型0001~0003号三台机车分别配属广州铁路集团公司、北京铁路局和郑州铁路局，于1998年1月起在株洲北站、丰台西站、郑州北站三大编组站担当调车作业任务，其中配属广铁集团的东风12型0001号机车于1998年6月由株洲北站调往广州北站（今江村站）使用，运用考核期间除了有个别零部件的品质问题外，未发现涉及机车性能和行车安全的缺陷。东风12型机车由于功率水平上的优势，不但能完成编组站一般的调车、小运转作业，而且能承担一般的干线运输任务；即使有较大坡道也可以直接取送5,000吨级重载货物列车，而无需整列解编后取送，大大提高了作业效率。在通常的调车作业运用情况下，东风12型机车在驼峰编组场上（按平均坡道2.5‰计算）列车解编能力超过5,200吨；进行5,200吨列车的整列牵出作业时，在300米内便能将列车加速到20公里/小时；在执行小运转作业时，在平直道上牵引4,000吨的最高平衡速度可达75公里/小时，在4‰坡道上速度仍然可达35公里/小时。
1999年4月，东风12型0002号机车在完成为期一年零三个月的运用考核之后，由铁道部产品质量监督检验中心和铁道部科学研究院对其进行鉴定试验，分别在北京环行铁道和京秦铁路丰润至段甲岭间完成了司机室噪声测试、单机紧急制动距离试验、机车称重、牵引性能试验等测试项目。1999年5月，东风12型机车通过了铁道部科技成果鉴定。截至2021年6月，中车资阳机车公司已生产了1台GKD4型机车（0001）和357台东风12型机车（0001~0357）。

## 运用情况

### 中国国家铁路
中国国家铁路系统当中使用东风12型机车的路局包括广州局集团公司（原广州铁路（集团）公司）、北京局集团公司（原北京铁路局）、郑州局集团公司（原郑州铁路局）、乌鲁木齐局集团公司（原乌鲁木齐铁路局）、成都局集团公司（原成都铁路局）。

#### 广州局集团

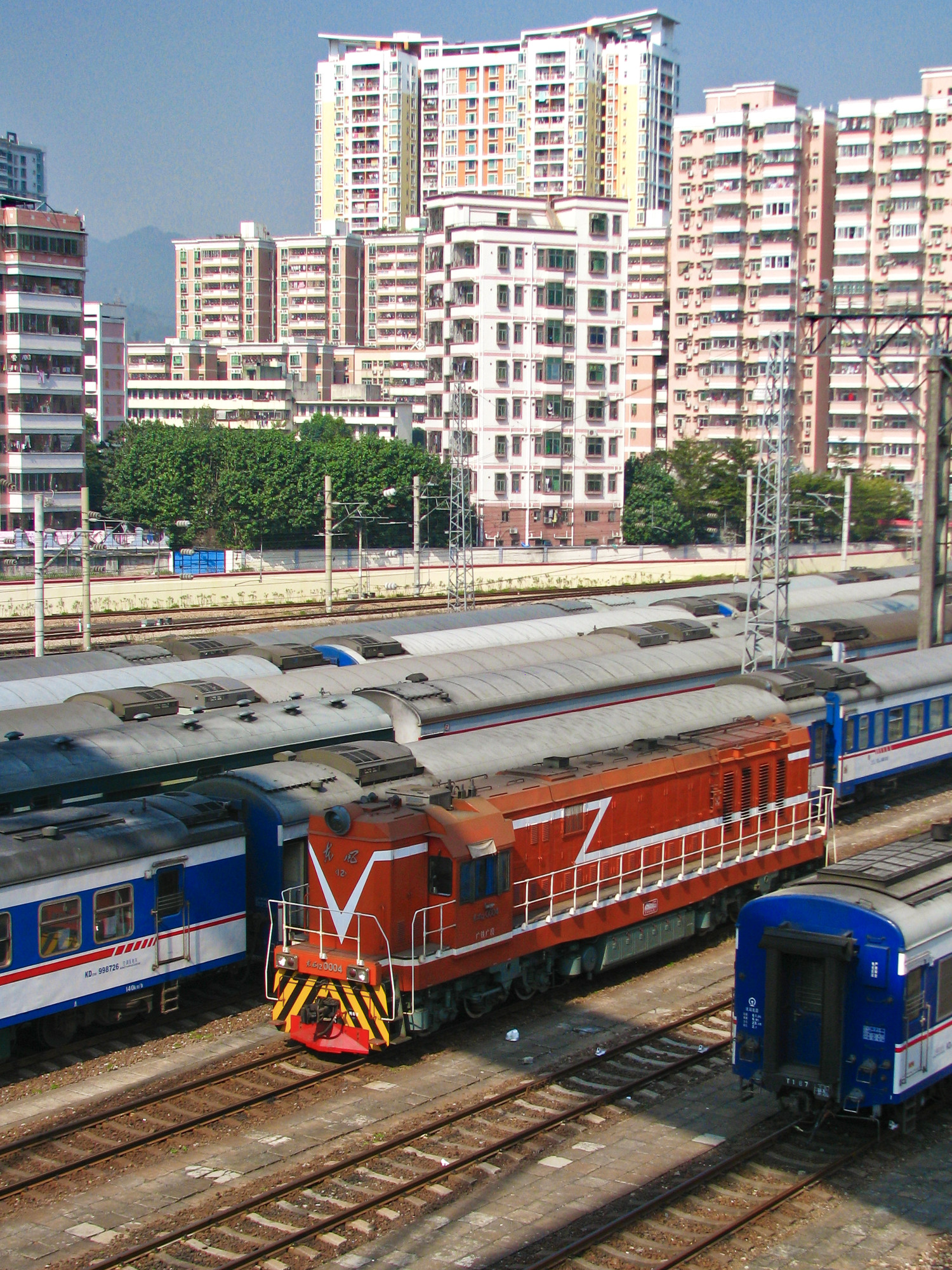
东风12型0004号机车在笋岗站（2010年）

1997年12月，铁道部将东风12型0001号机车配属给广州铁路（集团）公司株洲机务段，并在株洲北站投入运用考核。1998年6月，东风12型0001号机车转配广州机务段，并在原广州北站（江村站）继续完成运用考核。2006年，东风12型0001号机车被调拨到怀化机务段，担当焦柳铁路怀化至石门县北间的调车及小运转作业任务，至2020年于怀化机务段报废及拆解。
广州铁路（集团）公司广深铁路股份有限公司拥有6台东风12型机车，第一批共两台于1998年12月交付（0004~0005），第二批共四台于2002年12月至2003年1月交付（0048~0051），全部配属广深铁路股份有限公司广深机务管理所，主要担任广深铁路广州东站、深圳站等沿线车站的调车任务。2001年，广深铁路股份有限公司对公司职能部门和基层运输生产单位进行重组，广深机务管理所与广深车辆运用段合并为广深机辆事业部。2007年11月，根据广州铁路（集团）公司对广州机务段内部机构实施整合的决定，将原广深机辆事业部机务部份合并到广州机务段广深运用车间，机车车身上的“广铁深段”段标亦陆续改为“广铁广段”。
广东三茂铁路股份有限公司拥有3台东风12型机车（0026~0028），于2001年10月至11月间出厂并交付三水机务段运用。2004年，中华人民共和国铁道部委托广州铁路（集团）公司，将原由羊城铁路总公司管辖的广三铁路资产注入三茂铁路公司，广东三茂铁路股份有限公司从此由国铁控股，同时原广三铁路和三茂铁路正式合并为广茂铁路。2015年11月，三水机务段被撤销，改制为广州机务段三水运用车间。2016年10月，广深铁路股份有限公司完成收购广东三茂铁路股份有限公司的所属铁路运营资产，包括肇庆客运段、肇庆信号水电段若干资产、三水机务段机车车辆等动产。广州机务段三水运用车间调小车队的东风12型机车主要担当广茂铁路三水西站、小塘西站的调车作业。
石长铁路有限责任公司拥有3台东风12型机车（0017、0021、0041），于2000年至2002年间出厂并配属石长铁路有限责任公司益阳机辆事业部益阳机辆段运用。2008年，石长铁路公司将其运输生产业务委托广铁集团管理，石长公司益阳机辆段机务部分划归株洲机务段管理，机车车身上的“广铁益段”段标亦陆续改为“广铁株段”。株洲机务段株洲调小运用车间的东风12型机车主要负责湘潭地区（湘潭、湘潭东站两个调车点）的货物列车编组与车辆取送等调车作业。

#### 北京局集团

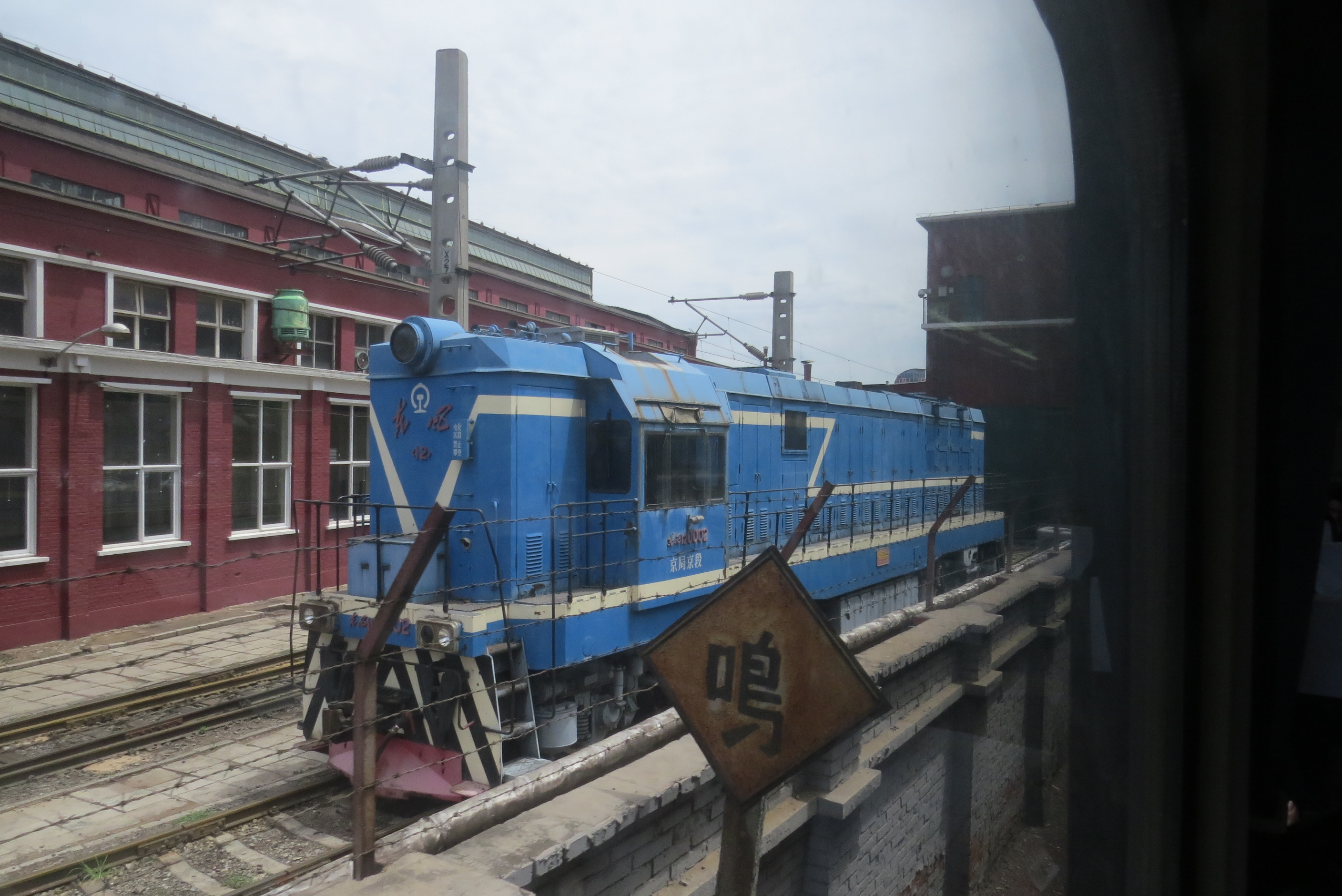
东风12型0002号机车在北京机务段（2015年）

1997年12月，东风12型0002号机车配属北京铁路局北京机务段，于1998年1月起在丰台西站投入运用，主要担当丰台西站编组场的列车编组及牵出工作。2012年起，替代东风7型柴油机车担任北京机务段段内调车机车。2015年11月，东风12型0002号机车在北京机务段报废及拆解。

#### 郑州局集团
1997年12月，东风12型0003号机车配属郑州铁路局郑州北机务段，于1998年1月起在郑州北站投入运用。2006年3月，郑州铁路局实施生产力布局调整，撤销郑州机务段，整建制并入郑州北机务段，同时易名为郑州机务段。原属郑州北机务段的东风12型0003号机车改属郑州机务段调小运用车间。

#### 成都局集团
达成铁路有限责任公司拥有3台东风12型机车（0029~0031），于2001年9月出厂并交付达成铁路有限责任公司南充机辆段，担当达成铁路沿线车站的调车及小运转任务。2008年7月，达成铁路有限责任公司将达成铁路和达万铁路的运输生产经营委托给成都铁路局直接管理（铁路基础设施和机车车辆等设备仍属达成铁路有限责任公司的资产），达成铁路公司属下的遂宁车务段、南充客运段、南充机辆段被撤销，原南充机辆段的机务部分合并到成都机务段，而车辆部分合并到成都东车辆段，原配属南充机辆段的东风12型机车改配属成都机务段，机车车身上的“成局南段”段标亦改为“成局成段”。2020年起，四川能投川化集团向成都局集团公司租用东风12型0031号机车。

#### 乌鲁木齐局集团
1998年，新疆维吾尔自治区和中华人民共和国铁道部联合组建的北疆铁路公司，向资阳内燃机车厂订购了该公司的第一台东风12型机车（0006），于1999年1月交付北疆铁路公司奎屯机务段使用。1999年5月，乌鲁木齐铁路局乌鲁木齐铁路分局乌鲁木齐机务段配属3台东风12型机车（0008~0010）。2000年1月，北疆铁路公司奎屯机务段增加2台东风12型机车（0011~0012）。2001年5月，由于北疆铁路公司经营状况欠佳，经国务院批准将北疆铁路公司移交铁道部管理（与铁路分局同级）。2002年至2004年，因应口岸过境货运量逐年增长和西部大开发战略的实施，三批共5台东风12型宽轨口岸机车（0033~0034、0053~0054、0055）相继配属到北疆铁路公司奎屯机务段阿拉山口机务折返段，在与哈萨克斯坦接壤的阿拉山口铁路口岸投入运用，这些机车可换装1,520毫米轨距的宽轨转向架，以及符合独联体国家标准的SA-3型车钩。2005年3月，铁道部宣布裁撤铁路分局建制，乌鲁木齐铁路局撤销所属的乌鲁木齐铁路分局、哈密铁路分局、南疆铁路临管处、北疆铁路公司，开始实行铁路局直接管理站段的管理体制。2005年12月1日，随着生产力布局调整的实施，奎屯机务段及阿拉山口机务折返段并入乌鲁木齐机务段，成为乌鲁木齐机务段奎屯折返车间、阿拉山口折返车间。自此，乌鲁木齐铁路局的东风12型机车均配属乌鲁木齐机务段，在乌西站、奎屯地区、阿拉山口口岸等地负责调车作业。2012年12月，随着精伊霍铁路与哈萨克斯坦铁路完成接轨、霍尔果斯至阿腾科里铁路口岸正式通车，部分东风12型机车从阿拉山口口岸调往霍尔果斯口岸使用。

### 地方铁路及工矿企业用户

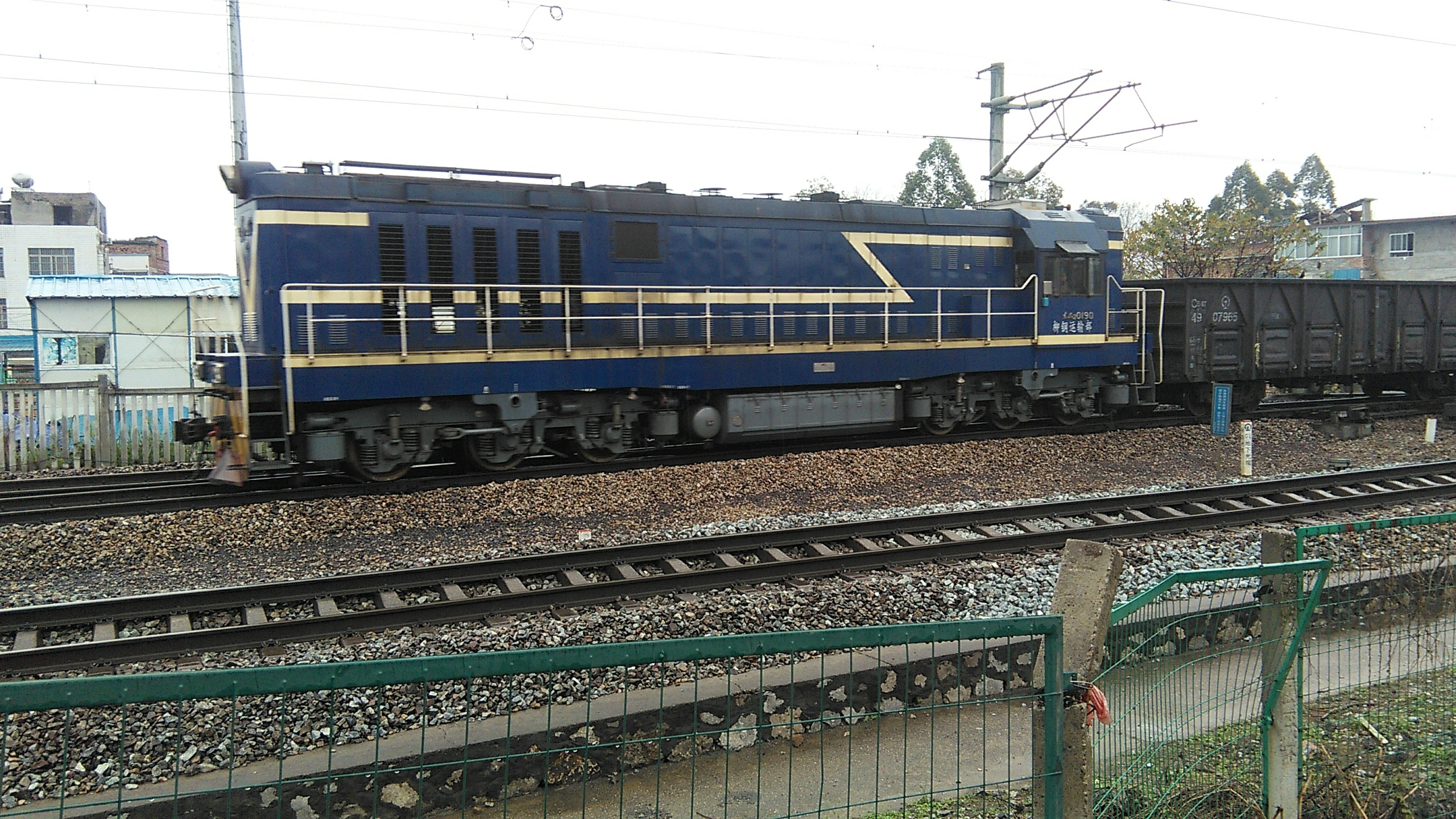
柳州钢铁集团的东风12型0190号机车

东风12型调车机车的用户遍及中国各地的港口、冶金、煤炭、化工、电力系统等行业的大型工矿企业，以及众多的地方铁路和合资铁路公司。

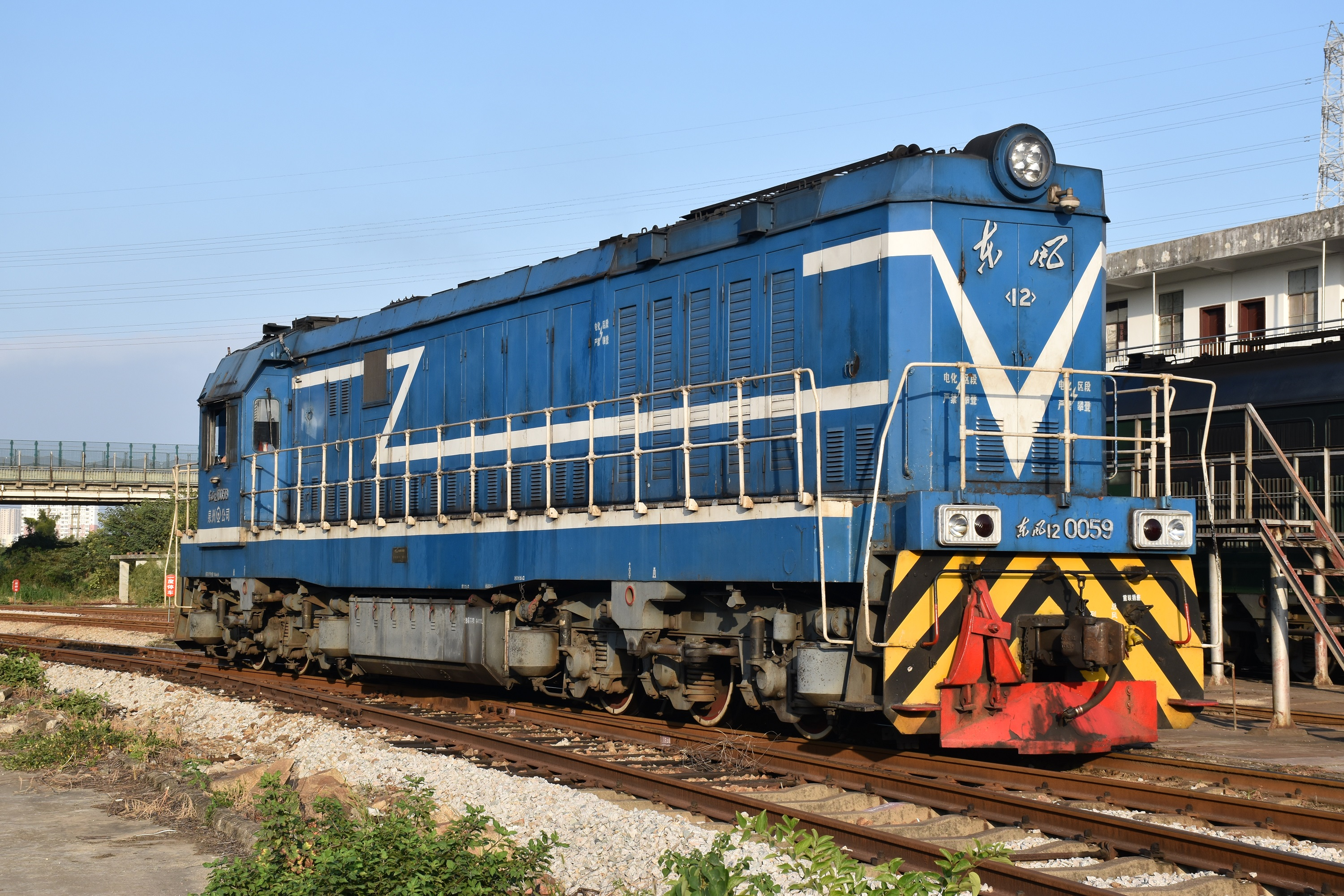
泉州铁路公司的东风12型0059号机车

拥有东风12型调车机车的沿海港口企业包括山东港口日照港集团（0007、0013、0015、0019、0023、0088、0089、0108、0174、0176、0209、0236）、湛江港集团有限公司（0052、0072、0100、0141、0194、0207、0310、0311、0313、0318）、唐港铁路有限责任公司（0062）、青岛港集团前港公司（0123、0124、0156、0157、0178、0179）、防城港务集团（0125）、天津港集团有限公司（0128）、广州港股份有限公司（0308“港发号”、0325“港盛号”、0339“港安号”、0348“港宁号”）、宁波港铁路有限公司（0316、0326）等。
拥有东风12型调车机车的地方铁路、合资铁路企业包括浙江金温铁道开发有限公司（0037～0038）、阳涉铁路有限责任公司（0043～0047、0198）、泉州铁路有限责任公司（0058、0059）、山东省地方铁路局→山东高速轨道交通集团（0060）、漯阜铁路公司（0067、0068、0076）、陕西红柠铁路有限公司（0152、0160、0199、0200、0201）、广西沿海铁路股份有限公司（0301）等。
东风12型机车的其他用户包括中石油呼和浩特石化公司（GKD4-0001、DF12-0063）、山西阳城电厂（0014、0136）、长安益阳电厂（0016）、宁夏青铜峡铝业集团有限公司（0018、0069）、中国铝业公司中州铝厂（0020、0042）、中国石油乌鲁木齐石化公司（0022、0082）、内蒙古蒙达发电有限责任公司（0024）、中国石油华北石化公司（0025）、自贡鸿鹤化工股份有限公司（0032）、河钢集团舞阳钢铁公司（0035～0036）、华盛江泉集团有限公司（0056、0196）、华能上安电厂（0057“华泉号”）、徐州矿务集团有限公司（0061、0078、0094、0095、0115）、神华集团大准铁路公司（0064）、鹤壁煤业集团（0065）、中国电力工程有限公司（0066）、神华包神铁路集团（0070、0071、0085、0112）、邹平县铁路运营有限公司（0073）、武钢集团矿业有限责任公司（0074～0075）、中国铝业股份有限公司（0076）、上海大屯能源股份（0079～0080）、湖南创元铝业有限公司（0081）、中铝山西铝业有限公司（0083～0084）、开滦精煤股份有限公司（0086、0090、0091、0098、0099、0104、0132）、中铁十五局集团朔黄铁路运输处（0087、0097、0134）、新疆八一钢铁股份（0092～0093）、大唐湘潭发电有限公司（0096）、中石油独山子石化公司（0101～0102）、河北西柏坡第二发电有限公司（0103）、内蒙古平庄煤业集团（0105～0107、0202）、北京京铁运输有限公司（0109～0110、0149）、内蒙古上都发电有限公司（0111）、大唐华银金竹山火力发电分公司（0120）、中铁三局运输工程公司（0135）、广西柳州钢铁集团（0137、0176～0177、0190～0191、0309、0340）、徐州华润电力有限公司（0142、0216）、安徽铁发集团（0145）、内蒙古东乌铁路（0148）、大唐陕西发电有限公司渭河热电厂（0159）、中海油惠州石化有限公司（0162）、云南磷化集团晋宁磷矿（0164）、中铁十一局集团（0167、0168、0170）、中国铁建股份有限公司（0169）、陕西陕化煤化工集团（0180、0181）、西林钢铁有限公司（0203、0204、0213）、太原钢铁集团（0208）、陕西陕煤彬长矿业（0211、0212）、齐鲁石化储运（0226）、阳泉南庄煤炭集团（0228）、重庆市万州港口集团（0229）、中核集团四川红华实业 （0312）、华能甘肃西固热电有限公司（0314）、日照钢铁控股集团（0320）、广西钢铁集团（0342）。

## 技术特点

### 总体布置

#### 基本结构
东风12型柴油机车是调车及小运转用的六轴柴油机车，机车标称功率为2,660马力（1,985千瓦），构造速度为100公里/小时；运转整备重量为138吨，轴重为23吨；亦可根据用户要求增加压铁，使机车轴重增加到25吨。机车采用外走廊式及中梁承载的罩式车体结构，车体所有载荷均由车体底架承担，机车中部两侧及两端设有露天走台与扶梯。车体底架长度为18,700毫米，车钩中心线间距为19,900毫米，车体宽度为3,256毫米，车体高度为4,580毫米。车体底架两端装有13号下作用车钩、牵引缓冲装置和排障器。车体底架下部两台转向架之间吊挂着一个容量为6,200升的燃油箱，燃油箱左右两侧设有铅酸蓄电池组，燃油箱前后两端各有一个总风缸。

#### 设备布置
机车从前到后分别为辅机室、冷却室、动力室、电机室、司机室和电气室，其中电气室方向为短罩端（II端），辅机室方向为长罩端（I端）。电机室、动力室及辅机室均设有可拆卸顶盖，以便吊装各室内机组和设备。辅机室内设有膨胀水箱、预热锅炉、制动系统风源净化装置。冷却室设有冷却水系统和散热装置，冷却室顶部装有V形结构的铜散热器，以及两个直径为1,600毫米的轴流式冷却风扇，冷却风扇由静液压马达传动，液压系统设有带感温元件的控制阀，使风扇转速可随冷却水温度自动调节。机车设有两套独立的循环冷却水系统，并分别为冷却柴油机的高温冷却水系统（24个散热器单节），以及冷却增压空气、机油、静液压传动油的低温冷却水系统（32个散热器单节）。散热器下方设有静液压变速箱、前转向架牵引电动机通风机、两台空气压缩机。
动力室内安装了一套柴油发电机组，并设有空气滤清器、燃油滤清器、燃油输送泵、机油滤清器、机油热交换器等辅助设备。为了使动力室内维持微正压以减少灰尘进入，从主发电机冷却风口排出的部分空气直接吹入动力室。电机室内设有主整流柜、励磁整流柜、空气制动阀类、行车安全装置（初期曾安装LKJ-93型列车运行监控记录装置，2002年起安装LKJ-2000型列车运行监控记录装置）、起动变速箱及相关辅助设备，起动变速箱通过万向轴与主发电机端部法兰连接，并通过该变速箱驱动励磁机、起动发电机、测速发电机、后转向架牵引电动机通风机。
司机室内设有两个功能相同的司机操纵台，在司机室内沿前进（面向短罩端方向的左侧）、后退（面向长罩端方向的左侧）方向对角布置，以便司机选择任意一个方向操纵机车，司机操纵台设有主控制器、操纵按钮、空气制动阀、仪表和信号显示装置等；司机室内还设有手制动装置手轮、空调装置、电炉、电热壁。电气室内设有高低压控制电器柜、微机控制装置和各种用途的接触器开关，电气室并设有通往司机室的中门。空气制动装置采用JZ-7型空气制动机，并配备两台NPT5型电动空气压缩机。

### 柴油机
东风12型机车装用一台由资阳机车厂制造的16V240ZJB型柴油机，属于240/275系列柴油机产品之一。16V240ZJB型柴油机是一款16气缸、四冲程、V型结构、直接喷射、开式燃烧室、废气涡轮增压、增压空气中间冷却的中速柴油机。气缸内径为240毫米，活塞行程为275毫米，气缸夹角为50°，额定转速为每分钟1,000转，最低空载转速为每分钟430转，标定工况下的平均有效压力为1.6兆帕（每平方厘米16.32公斤），UIC标定功率为3,600马力（2,650千瓦），装车运用功率为3,300马力（2,430千瓦），额定满功率运转时的燃油消耗量为159克/有效马力·小时（217克/有效千瓦·小时）。
柴油机采用铸焊组合结构的六面体式机体，由整体铸钢悬挂式主轴承座和钢板件组焊而成，并采用内外纵分隔的箱形结构和半隧道式的拱形曲轴箱。不同于大连机车车辆厂使用的球墨铸铁曲轴，资阳机车厂生产的16V240ZJB型柴油机使用合金钢全纤维整体锻压曲轴。柴油机并采用了钢顶铝裙组合式活塞、盖斯林格联轴节、单体式喷油泵等零部件。柴油机采用废气涡轮定压增压系统，两套ZN310G型涡轮增压器及中冷器组对称安装在柴油机两端的上方，左右两排气缸排出的废气通过排气支管和总管，分别进入两台涡轮增压器推动涡轮后排出，而新鲜空气由安装在车体上的空气滤清器吸入，经增压器增压后流经中冷器进行冷却，然后通过进气稳压箱和进气支管进入各个气缸。柴油机进气空气滤清器采用由离心式旋风惯性过滤器和钢板网式空气滤清器组成的二级空气滤清器。
柴油机采用无级调速装置，通过控制联合调节器配速机构上的步进电机，实现对柴油机的有档无级调速控制。柴油机由ZQF-80型起动发电机起动，其电源由蓄电池供给。柴油机完成起动后，启动发电机由直流串励电动机变为直流他励发电机，并通过电压调整器输出110伏特直流电，作为辅助发电机使用，用来给蓄电池充电并和向辅助电路及控制电路供电。

### 传动系统
东风12型机车采用交—直流电传动装置，柴油机曲轴通过联轴节驱动一台交流同步发电机发出三相交流电，经由硅二极管组成的三相桥式整流装置整流为直流电后，再将电能输送给两台转向架上的六台并联连接的直流牵引电动机，通过传动齿轮驱动轮对。东风12型机车的牵引发电机、硅整流柜、牵引电动机、起动发电机和励磁机型号均与东风4B型柴油机车相同。 

#### 牵引发电机
牵引发电机采用TQFR-3000型三相交流同步发电机，额定容量为2,985千伏安，额定电压为438／613伏特，额定电流为3,936／2,805安培，额定转速为每分钟1,100转（实际使用时为每分钟1,000转），定子及转子绝缘等级均为F级，冷却方式为径向自通风式，主发电机净重为4,985公斤。牵引发电机的励磁电流由一台GQL-45型三相感应子交流发电机供给（下述），励磁机由柴油机通过启动变速箱驱动，其发出的交流电经励磁整流器转换为直流电后，给发电机的转子励磁绕组励磁。

#### 整流装置
牵引发电机发出的三相交流电由硅整流装置转换成直流电，由风冷式硅二极管元件组成三相桥式全波整流电路。东风12型机车使用与东风4B型机车相同的GTF-4800/770型硅整流装置，整流装置有六个串联的整流桥臂，每一桥臂有六个并联的ZP500-20型风冷平板式整流二极管（正向额定电流为500安培，反向峰值电压为2,400伏特），每台整流柜共有36个二极管元件。硅整流装置的最大直流输出电压为770伏特，额定直流输出电流为4800安培。

#### 牵引电动机
牵引电动机为ZQDR-410型四极串励直流电动机，额定功率为410千瓦，额定电压为550／770伏特，额定电流为800／570安培，额定转速为每分钟640转，最高转速为每分钟2,365转，定子及电枢绝缘等级分别为H级和F级，冷却方式为强迫通风。为扩大机车的恒功率速度范围，可以在牵引电动机励磁绕组接入并联分流电阻，对牵引电动机使用二级磁场削弱，磁场削弱率分别为60%和43%。

### 控制系统
东风12型机车曾先后采用过三种微机控制系统，最早期生产的机车曾采用大连机车研究所研制的LK9000型微机控制系统，后来生产的部分机车改为使用资阳机车厂研制的CFWJ-3型微机控制系统，而自2005年起部分机车又升级为株洲南车时代电气股份有限公司研制的LCS32型微机控制系统。同时，东风12型机车亦延续了东风4B型机车的传统，保留了由联合调节器油马达驱动功调电阻的励磁调节装置，司机可根据实际情况切换励磁控制方式或两者同时使用。当微机励磁控制系统发生故障时，可采用油马达励磁维持机车运行。
功调电阻励磁调节装置采用由联合调节器伺服油压马达带动变阻器的方式。牵引发电机的励磁电流是由励磁机发出的交流电经励磁整流柜整流后供给，而励磁机的励磁电流则是由柴油机经启动变速箱驱动的测速发电机供电。测速发电机的励磁电流由110伏辅助电源提供，并经过功率调节电阻和励磁调节器控制。功率调节电阻的滑动触点由联合调节器上的功率伺服油压马达带动，它根据柴油机工作状况（欠载或过载）自动地调节可变电阻器的阻值，从而改变测速发电机的励磁电流，并经测速发电机和励磁机二级放大后，间接地改变了牵引发电机的输出功率。 
LK9000型微机控制系统是以东风11型柴油机车的LCC-8B型车载微机控制系统为基础、由大连机车车辆厂于1990年代研制的内燃机车多功能实时控制系统。硬件架构以英特尔80C186微处理器为核心，并设有显示机车状态的彩色液晶显示屏。与LCC-8B型微机系统相比，LK9000型微机系统采用了STD总线技术及3U机架工控机箱结构，并以CMOS大规模集成电路替代TTL集成电路。系统具备恒功率励磁控制、主发电机限压限流控制、柴油机调速控制、牵引电动机磁场削弱控制以及基本的故障保护功能，而机车的逻辑控制部分仍然由常规继电器组成的逻辑电路来执行。
CFWJ-3型微机控制系统是资阳机车厂于2000年代初研制、以西门子SIMATIC S7-200可编程逻辑控制器（PLC）为核心的多功能实时控制系统。该系统由PLC控制模块、彩色液晶显示屏、监控机车状态的各种传感器等部分组成，具备机车逻辑控制、恒功率励磁控制、柴油机调速控制、磁场削弱控制、防空转空转、机车故障保护、故障自诊断及异步串行通信等功能，部分机车并根据客户提出的要求而增加恒低速控制功能。
LCS32型微机控制系统是由株洲南车时代电气股份有限公司于2003年推出、以摩托罗拉MC68332微处理器为核心的32位元内燃机车控制系统。硬件架构采用结构，CPU插件、频率串口插件、所有的I/O插件安装在机箱内的20个标准插槽上，并通过主板上的FE总线相互连接。软件部分采用VRTX实时多任务操作系统。系统主要功能包括机车牵引特性控制功能、机车防空转防滑行保护、机车恒低速控制、磁场削弱控制，以及机车、柴油机、电气等系统的保护功能，并具备机车各系统的故障诊断、记录和显示功能。2005年起，广深铁路股份有限公司对其拥有的东风12型机车陆续改装了LCS32型微机控制系统。

### 转向架
机车轴式为Co-Co，走行部为两台无导框式三轴转向架。东风12型机车的转向架是以东风4B型机车为基础改进而成，并以改善曲线通过性能作为改良重点，可以低速顺利通过100米的曲线半径。转向架采用钢板组焊成封闭式箱形结构的“目”字形构架。机车采用磨耗型踏面形式的组合式车轮，轮对轴箱采用滚柱轴承和拉杆式弹性定位装置，轴箱通过装有橡胶关节元件的上、下轴箱拉杆与构架相连接，实现轴箱相对于构架的横向和纵向定位。转向架采用四点支承结构，有别于东风4B型机车的油浴式平面摩擦旁承，东风12型机车改为使用阻力较低的滚子式摩擦旁承，车体全部重量通过八个旁承由两台转向架支承，转向架与车体间还设有缓冲侧挡装置。
弹簧悬挂装置分为一系和二系悬挂两部分。一系悬挂采用独立悬挂形式，包括轴箱与构架之间的轴箱圆弹簧，以及在1、3、4、6轴装有并列的垂向液压减震器，一系悬挂的横向定位刚度比东风4B型机车稍为降低。二系悬挂为转向架构架与车体之间的旁承橡胶堆，并增设了横向液压减震器以改善机车横向平稳性。一系及二系悬挂静挠度分别为123毫米和8毫米。牵引力和制动力通过低位平行四杆牵引杆机构传递，牵引点至轨面距离725毫米。
牵引电动机采用单侧齿轮传动的轴悬式驱动方式（滑动抱轴承式半悬挂）。全部牵引电动机采用顺置排列方式，即牵引电动机都放在车轴的同一侧，可以有效减少轴重转移的幅度，牵引齿轮传动比为4.5（63：14）。基础制动装置采用带闸瓦间隙自动调节器、铸铁闸瓦的单侧单闸瓦杠杆制动，停放制动为手制动装置。转向架并设有轮缘润滑装置。 

## 重大事故
- 2016年4月5日下午5时25分，广西沿海铁路公司南宁南机务运用段的东风8B型5914号机车，在防城港机务折返段内进行空载试验时，未断开机控开关2K，未将牵引电动机故障开关任意两个置故障位，未断开励磁开关，造成机车提手柄后带载运行。车上的整备车间地勤司机、机车保养员惊惶失措，未即时断开机控或将主手柄回零位，导致单机溜逸约400米，最高速度达70公里/小时，至钦防铁路防城港站北咽喉11号道岔處，与同属广西沿海铁路公司南宁南机务运用段的东风12型0301号机车（防城港站驻站调车机车）发生正面冲突。东风8B型5914号机车上的三名人员中，地勤司机及机车保养员两人经抢救无效死亡，构成铁路交通一般A类事故[7]。

## 参看
- 东风4B型柴油机车
- 东风7E型柴油机车
- 东风7G型柴油机车
- 东风4DD型柴油机车
- 东风10DD型柴油机车